# Phione
Phione (フィオネ, Fione?) is een Pokémon die verkregen kan worden door Manaphy en Ditto te laten paren, maar Phione zal niet evolueren in Manaphy. het is de enige Pokémon de niet kan evolueren in de Pokémon die het ei heeft gelegd, en het is de enige legendarische Pokémon uit een ei. Phione zelf kan ook paren met Ditto, maar dan ontstaan er alleen maar meer Phione en geen Manaphy. Veel kenmerken waar Manaphy er twee van heeft, heeft Phione er maar een van.
Toch zijn er veel overeenkomsten met Manaphy. De Pokémon heeft dezelfde kleur blauw, heeft dezelfde grote ogen, en heeft dezelfde tekens bij zijn wimpers als Manaphy. Phione heeft een grote knobbel-achtige bult op zijn kop waaruit een lange antenne groeit; deze kan gebruikt worden om objecten te laten zweven. In plaats van voeten heeft Phione een smalle punt, een soort hoorn. En in plaats van twee juwelen, heeft het maar één rood juweel in het midden van zijn lichaam. Phione heeft twee grote vinnen in vergelijking tot zijn lichaam, deze vinnen worden gebruikt om zich door de oceaan voort te bewegen.